# Joe Gilgun
Joseph William Gilgun (9 de marzo de 1984) es un actor inglés conocido por su papel de Eli Dingle en la serie de la cadena ITV, Emmerdale, Woody en la película  This Is England (2006), y Rudy Wade en la serie del canal E4, Misfits Es un personaje principal en la adaptación de Preacher desde su versión en cómic sobre un carismático vampiro irlandés.